# Phaeolita pyramusalis
Phaeolita pyramusalis là một loài bướm đêm trong họ Noctuidae.